# Alt-Kaulsdorf
Die Straße Alt-Kaulsdorf ist ein Teilstück der – auf gemeinsamer Trasse verlaufenden – Bundesstraßen B 1/B 5 und liegt vollständig im Berliner Ortsteil Kaulsdorf des Bezirks Marzahn-Hellersdorf. Die Straße verläuft geradlinig in West-Ost-Richtung in zwei durch einen Grünstreifen getrennten Fahrbahnen. Sie beginnt im Westen an der Straßenbrücke über die Wuhle als Fortsetzung der Straße Alt-Biesdorf und endet im Osten an der Kreuzung Am Kornfeld / Kressenweg. Dort setzt sie sich als Alt-Mahlsdorf fort.
Der Verkehrsweg bildet ein südliches Teilstück des früheren Dorfkerns von Kaulsdorf. Vor allem auf der Nordseite von Alt-Kaulsdorf sind einige Zeugnisse aus der Bebauungszeit der zweiten Hälfte des 19. Jahrhunderts erhalten und unter Denkmalschutz gestellt. Dort befinden sich darüber hinaus das Firmengelände der Schilkin-KG, die Neuapostolische Kirche Kaulsdorf und das Areal des Vivantes Klinikums Kaulsdorf.

## Geschichte der Straße
Die im 13. Jahrhundert entstandene Ost-West-Handels- und Heerstraße zwischen Alt-Berlin und Frankfurt (Oder) trug die historischen Bezeichnungen Chaussee nach Frankfurt, auch Chaussee nach Berlin und Frankfurter Straße (1922–1927). Ihre ursprüngliche Trassierung verband die Dorfzentren von Friedrichsfelde, Biesdorf, Kaulsdorf und Mahlsdorf, verlief also eher in Wellenform in West-Ost-Richtung. Im 18./19. Jahrhundert wurde der Verkehrsweg als Chaussee befestigt, in den späten 1920er Jahren verlegte man ihre Trasse etwas weiter südlich des alten Dorfkerns und begradigte sie. Der am 26. Juli 1927 vergebene Straßenname verweist auf die Geschichte des Dorfes.
Mit der Entstehung von Reichsstraßen Anfang der 1930er Jahre wurde Alt-Kaulsdorf ein Abschnitt der Reichsstraße 1, die von Aachen über Berlin bis nach Königsberg führte. Seit 1940/1941 hatte sie eine gemeinsame Trassenführung mit der Reichsstraße 5. In der DDR trug sie die Bezeichnung F 1/F 5, seit 1990 heißt sie B 1/B 5.
Die damalige Fernverkehrsstraße diente als eines der Einmarschgebiete der Roten Armee zur Eroberung Berlins im April 1945.
Nach der politischen Wende entstanden im Südbereich neue Gewerbeeinheiten und ein Einkaufszentrum.

## Bauwerke
Alle Parzellen der Straße zwischen den Hausnummern 1 und 23 bilden einen Denkmalschutzbereich.
Die Nummerierung der Parzellen und Häuser folgt dem System der Orientierungsnummerierung; auf der Nordseite befinden sich die ungeraden Nummern, beginnend im Westen, auf der Südseite die geraden Nummern.

### Nordseite, Hausnummernbereich 1–113
Unmittelbar zwischen dem Lauf der Wuhle und der Dorfstraße breitet sich der frühere Gutshof Kaulsdorf aus (Nummern 1–11). Zwischen 1782 und 1785 war er im Besitz des Berliner Naturwissenschaftlers Franz Carl Achard, der hier die Zuckerproduktion aus Rüben erfolgreich erprobte. Seit den 1920er Jahren gehört das Gelände zur Firma Schilkin, die in den zahlreich erhaltenen historischen Gebäuden Spirituosen produziert und inzwischen in dritter Generation tätig ist. Schilkin unterhält in seinem Verwaltungsbau auch einen Fabrikverkauf.
Die Villa auf der Westseite der Einmündung der Dorfstraße war das Wohnhaus des Gutsbesitzers. Das Haus Alt-Kaulsdorf 13 auf der Ostseite war das frühere Dorfgasthaus, das um 1850 als Putzbau im spätklassizistischen Stil errichtet wurde. Es folgen ein früheres Kinogebäude (Nummer 15: Volks-Lichtspiele), die Neuapostolische Kirche (eine umfunktionierte Bauernscheune) und weitere denkmalgeschützte Häuser (Nummern 21–23, 43). Ab hier schließen sich zahlreiche Siedlungshäuser und Gewerbebauten an, die vereinzelt stehen, aber nicht Bestandteil der Berliner Denkmalliste sind.

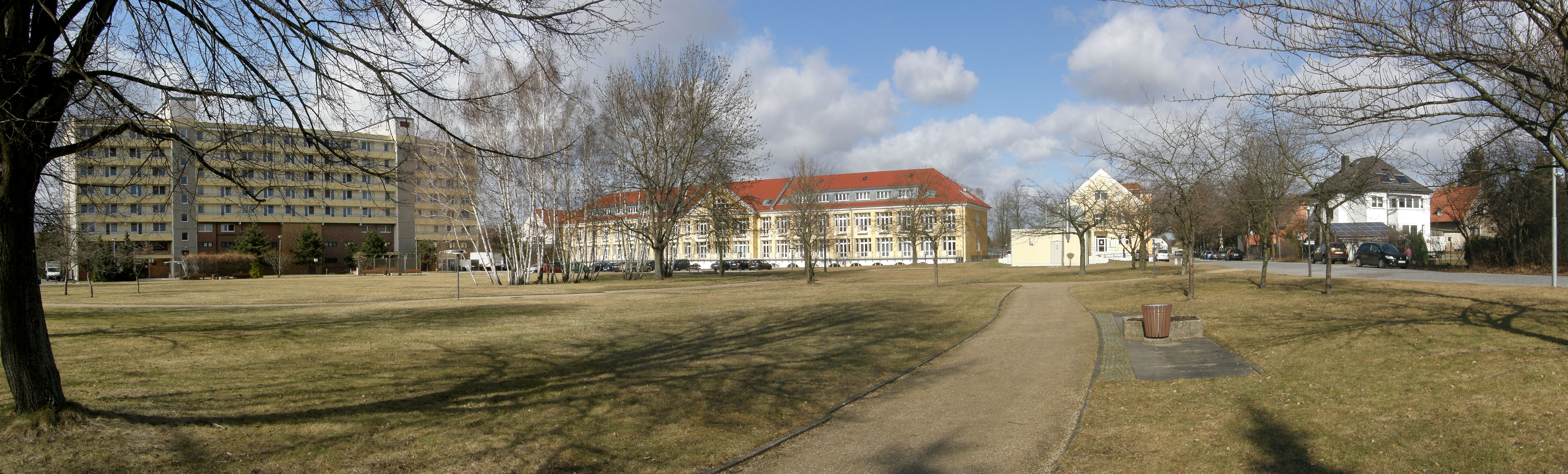
Blick auf das Gelände des Vivantes-Klinikums von Alt-Kaulsdorf aus

Zwischen den Nummern 65 und 93 liegt das Gelände des heutigen Vivantes Klinikums Kaulsdorf (ehemals: Krankenhaus Kaulsdorf), hier gibt es eine Wirtschaftseinfahrt. Sein Haupteingang befindet sich in der Myslowitzer Straße 45. Bis zum östlichen Ende der Straße folgen Gärten mit Einfamilienhäusern.

### Südseite, Hausnummernbereich 2–114

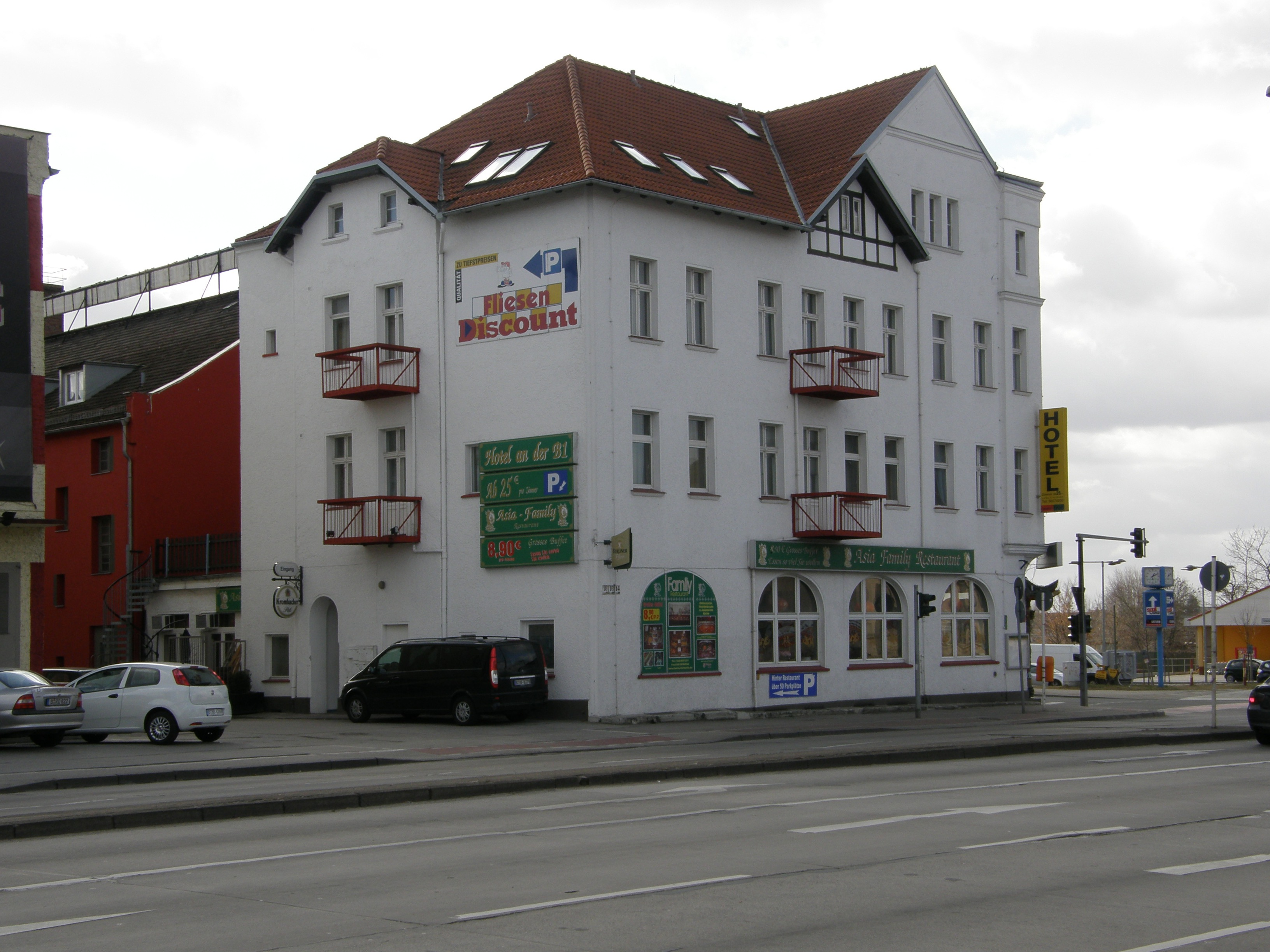
Alt-Kaulsdorf 14–18

Im Gebäude Nr. 14–18 an der Einmündung der Chemnitzer Straße bestand bis 1922 das Ausflugslokal Götzes Berggarten. Der Unternehmer Otto Rechnitz kaufte das Grundstück und richtete hier die Märkische Wachsschmelze ein, in der Produkte für Fußbodenpflege, Seifen, Öle, Parfüme und andere kosmetische und pharmazeutische Artikel hergestellt wurden. Die Firma bestand bis 1970. Dann zog der VEB Elektromechanik Kaulsdorf ein und produzierte bis zur politischen Wende Kaffeemaschinen und weitere elektrische Küchenkleingeräte. Seit den 2010er Jahren befindet sich hier ein chinesisches Restaurant.
Im weiteren Verlauf der Straße stehen einige zwei- bis dreigeschossige Bürgerhäuser vom Anfang des 20. Jahrhunderts. Die Hausnummer 40 fällt als mit verschiedenen Schmiedearbeiten geschmücktes Gebäude auf, mit dessen Gestaltung der hier beheimatete Kunstschmied auf seine Dienstleistung aufmerksam macht. Auf dem Grundstück Nr. 64 befindet sich ein Einkaufszentrum mit mehreren Supermärkten. Der Verkehrsweg steigt bis zum Barnim-Plateau leicht an und führt in etwa 300 m Entfernung an einem größeren Feuchtgebiet vorbei. Dessen bekanntestes Element ist der Kaulsdorfer Baggersee (als Butzer See neu benannt), auch heute noch ein beliebtes Badegewässer, obwohl das Baden zum Schutz eines Trinkwassereinzugsgebietes verboten ist. Die letzten rund 400 Meter der Südseite der Straße sind Teil des Berliner Balkons und seit 2012 Landschaftsschutzgebiet.

## Öffentlicher Verkehr
Der Bereich Alt-Kaulsdorf kann vom S-Bahnhof Kaulsdorf erreicht werden. Die Omnibuslinie 269 (U-Bahnhof Kaulsdorf-Nord–Müggelschlößchenweg) befährt Alt-Kaulsdorf zwischen Myslowitzer Straße und Chemnitzer Straße. Südlich parallel zu Alt-Kaulsdorf führt die Strecke der Omnibuslinie 398 auf der Straße Am Niederfeld entlang (Stand: April 2019).